# Егорлыкский район (Ставропольский край)
Егорлыкский район — административно-территориальная единица в составе Северо-Кавказского и Ставропольского (в 1937—1943 — Орджоникидзевского) краёв РСФСР, существовавшая в 1935—1953 годах. Административный центр — станица Новотроицкая.

## Население
По данным переписи 1939 года в Егорлыкском районе проживало 18 126 чел., в том числе русские — 97,1 %.

## История
Егорлыкский район был образован в составе Северо-Кавказского края 23 января 1935 года. В его состав вошла часть территории Новоалександровского района.
В 1937 году Егорлыкский район вошёл в состав Орджоникидзевского (с 1943 — Ставропольского) края.
По данным 1940 года район включал 5 сельсоветов: Баклановский, Гаевский, Егорлыкский, Каменнобродский, Кармалиевский, Передовой и Филимоновский.
3 августа 1942 года район был оккупирован немецкими войсками.
20 августа 1953 года Егорлыкский район был упразднён, а его территория передана в Изобильненский район.